# 平成教育テレビ
『平成教育テレビ』（へいせいきょういくテレビ）は、1992年、1993年に生放送された長時間スペシャル番組（FNSの日）。この項目では、1994年についても扱う。

## 番組概要
1991年まで放送されていた『FNSスーパースペシャルテレビ夢列島』の内容を全面的に見直し、当時の高視聴率クイズバラエティ番組『平成教育委員会』を軸とした内容で放送された。
総合司会は『平成教育委員会』の司会であったビートたけしと逸見政孝。『平成教育委員会』同様、たけしは「北野武」名義で出演した。『テレビ夢列島』後期はフジテレビのアナウンサーが総合司会（1990年は須田哲夫と河野景子、1991年は有賀さつき・八木亜希子）を務めていたが、この年から芸能人中心の番組構成・タレントが総合司会という『テレビ夢列島』前期の路線が復活した。
1993年12月25日に逸見が逝去したのに伴って、1994年は『平成教育テレビ』の内容を一部受け継ぎたけしが総合司会を務めたが、結局番組の軸の一人だった逸見を失ってしまったことで企画自体が成立しなくなり1994年限りで終了、翌年から、たけしメイン体制は残したものの、ふたたび『テレビ夢列島』に戻された。
番組のメイン企画としてはFNS各局対抗の「全国一斉模擬試験」があった。土曜深夜から日曜夕方にかけて4回にわたって『平成教育委員会』のクイズを実施。当時の河田町・フジテレビ本社の第6スタジオにいるFNS各局女性アナと中継先のFNS各局代表一般解答者20人の合計点を競い、もっとも優秀な成績を修めた系列局を決めた。

## スタッフ
- 製作総指揮：
  - 1992年：鹿内宏明
  - 1993年・1994年：日枝久
- 総合プロデューサー：王東順
- 演出：
  - 1992年︰三宅恵介 / 上川伸廣（イースト）
  - 1993年・1994年︰山縣慎司、三宅恵介 / 上川伸廣（イースト）、今井康之（イースト）
- プロデューサー：
  - 1992年︰山縣慎司、丸山史 / 越真一（イースト）
  - 1993年︰丸山史 / 波多野健（イースト）、角井英之（イースト）
  - 1994年︰丸山史、桜井郁子 / 角井英之（イースト）
- フジテレビコーナー担当プロデューサー：
  - 1992年︰森英昭、西山仁紫、松永剛、杉浦優子、永山耕三、加藤友和、佐藤義和 / 梅本満（イースト）、吉田宏（イースト）、阿部恒久（4/g）、中山和記（共同テレビ）
  - 1993年︰森英昭、西上均、石川幹雄、佐藤義和、木村基子 / 梅本満（イースト）、吉田宏（イースト）
  - 1994年︰石井正幸、港浩一、荻野繁、木村基子 / 梅本満（イースト）、吉田宏（イースト）
- フジテレビコーナー担当ディレクター：
  - 1992年︰手塚久、加田光宏、内田宏昌、吉田正樹、中村則之、丹羽信幸、高橋鉄、豊島浩行、木村基子、天野晃宏、加茂裕治、小杉雅博、田辺恵造、鈴木恵悟 / 今井康之（イースト）、立川英弘（イースト）、安藤正俊（イースト）、芳住昌之（イースト）、つきざわけんじ（MEN'S）、小島俊一（4/g）、黒河博之（4/g）、藤田明二（共同テレビ）
  - 1993年︰大野高義、中村則之、清水淳司、時澤正、豊島浩行、上田健、高橋真人、西山仁紫、小杉雅博、小林利光 / 安藤正俊（イースト）、河合優（イースト）、つきざわけんじ（MEN'S）
  - 1994年︰大野高義、杉山均、丹羽和重、平林長務、佐々木宗彦、時宗大、豊島浩行、上田健、窪田豊
  - フジテレビ中継ディレクター (1994年のみ)︰大平司、矢延隆生、池田邦夫、込山正徳、吉田雅司、阿南修、横山隆晴、天野晃宏、青木淳一郎、奥田あけみ、小杉雅博、神原孝、夏野亮 / 河合優（イースト）、安井健（イースト）、三嶋尚子（イースト）
- 構成：
  - 1992年︰高平哲郎 / 原すすむ、川崎良、下尾雅美、恒川省三、太田一水、ダンカン、中澤恵二、高橋秀樹、岩立良作、石黒ムーミン精司、大岩賞介、詩村博史、山田順子
  - 1993年︰高平哲郎 / 見崎新吾、中村健太郎、原すすむ、川崎良、下尾雅美、恒川省三、ダンカン、小笠原英樹、高瀬真尚、岩立良作、石黒精司、大岩賞介、詩村博史、高橋秀樹
  - 1994年︰高平哲郎 / 原すすむ、川崎良、下尾雅美、恒川省三、遠藤察男、吉野晃章、高橋秀樹、廣岡豊、岩立良作、大岩賞介、詩村博史
- ナレーター：島津冴子 / 平野義和（1993年・1994年 平成GIダービー） ほか
- フジテレビ技術：
  - 1992年︰笹川一男 / 堀田満之、佐藤五十一、大嶋隆、馬場直幸、伊佐憲一、大河真、大西幸二、和田千穂、池田昌隆、岡田正徳
  - 1993年︰青木一夫 / 堀田満之、佐藤五十一、大嶋隆、馬場直幸、金涌博行、白戸義之、加藤文也、大河真、三井登、大西幸二、和田千穂、池田昌隆、岡田正穂、島村勇、木村好信、和賀井隆
  - 1994年︰小林勇 / 堀田満之、佐藤五十一、大嶋隆、加藤文也、白戸義之、森田修、大河真、三井登、佐藤光雄、足谷明美、島村勇、藤井秀奇、和賀井隆
- フジテレビ照明：澤田篤宏
- フジテレビ美術：
  - 1992年︰永本允、水上啓光、山本修身、伊藤則緒、山形憲一 / 金子俊彦（アックス）
  - 1993年︰石鍋紳一郎、山本修身、水上啓光、伊藤則緒、近藤研策、山形憲一 / 金子俊彦（アックス）、丸山覚（アックス）
  - 1994年︰永本允、山本修身、水上啓光、金子隆、伊藤則緒、山崎吉広、原野真理子
- 大道具：樋口雄一郎（ビッグ3コーナー 大道具の雄さん）ほか
- 衣裳：高野知子　ほか
- メイク：アーツ、山田かつら
- スタイリスト：佐藤ミサキ　ほか
- タイムキーパー：土田芳美、三田真奈美
- 制作デスク：栗田美奈子
- 企画編成（平成教育委員会）：鈴木哲夫、水口昌彦、小川晋一、高橋松徳
- VTR編集：大内一学（RVC）、石丸健一（RVC）、井戸清（ヴィジュアルベイ・たけしの平成ファンクラブ）、IMAGICA、共同テレビビデオ編集センター、ARTPLAZA1000（1992年・カルトQ）
- MA：松元祐二（RVC）、豊田浩（RVC）、林光伸（RVC）、石塚宇生（RVC）、IMAGICA、共同テレビビデオ編集センター
- 音響効果：有馬克己（東京サウンド企画）、川崎恵介（東京サウンド企画）、橅木正志（東京サウンド企画）、OCBプロ、OKK（音響企画株式会社）、第一音響、プロジェクト80、4-Legs、佳夢音、サウンド・デザイン・キュービック
- 技術協力：
  - 1992年︰ニューテレス、八峯テレビ、共同テレビ、渋谷ビデオスタジオ（ビデオスタッフ）、バスク、DELICIOUS、中部システム（TUBE・現 東京チューブ）、RVC（六本木ビデオセンター）、共立照明、東京サウンド企画（現 スカイウォーカー）、O.C.B、O.K.K、第一音響、プロジェクト80、4-Legs、佳夢音、FLT、フジアール、SATT、フジミック、アックス、東新
  - 1993年︰ニューテレス、八峯テレビ、共同テレビ、DELICIOUS、TUBE、エイケイ、RVC、東京サウンド企画、O.C.B、O.K.K、プロジェクト80、FLT、ニッポン放送プロジェクト、SATT、フジミック、フジアール、IMAGICA、共同テレビビデオ編集センター
  - 1994年︰八峯テレビ、ニューテレス、共同テレビ、TUBE、エイケイ、RVC、東京サウンド企画、DELICIOUS、O.C.B、プロジェクト80、第一音響、O.K.K、サウンド・デザイン・キュービック、FLT、ニッポン放送プロジェクト、SATT、フジミック、フジアール、IMAGICA、共同テレビビデオ編集センター
- 制作協力：
  - 1992年︰4/g（フォーグラムビジュアルデパートメント）、MEN'S、メビウス、マンダラハウス、スペースエムワイ、共同テレビ、日能研、日本教育アカデミー、フォーチュンスープ
  - 1993年︰日能研、FCIニューヨーク、MEN'S、office"B"、Ajito、アックス、カセヤマ、DAIDEN、FNS倶楽部
  - 1994年︰日能研、日本教育アカデミー、FCIニューヨーク、地方競馬全国協会、グローバルスポーツ医学研究所、office"B"、Ajito、D3 Company、スペースエムワイ、FNS倶楽部
- 企画協力：オフィス北野、三木プロダクション（1992年・1993年）
- 制作協力：イースト
- 制作著作：フジテレビ/フジネットワーク26社（1992年）、25社（1993年・1994年）

## 主なコーナー

### BIG3

#### 1992年 『平成教育テレビ「タモリ・たけし・さんまビッグ3世紀の教育スペシャル」』
「車庫入れ」
前半は車庫入れ。前年の仕返しとばかりに、日本テレビ「スーパーJOCKEY」生出演から河田町フジテレビに戻ってくるたけしの車（黒いロングボディのセンチュリーと伝えられていた）にブロックをぶつけようと待ち構えるさんまの前に現れたのは、助六姿で自転車に乗ってやって来たたけし。あ然とするさんまを尻目にさんまのレンジローバーに尺八を叩きつけ、自転車をぶつけるたけし。結局この年もさんまの車はボロボロになってしまった。
逸見の仕切りでBIG3の小中高時代を振り返るはずだったが、最初は前半「車庫入れ」を振り返るトーク。タモリ「自転車をぶつけた程度では保険は降りないよ」、たけし「あそこで止めたら「意気地なし!」と言われる」、さんま「自転車が入ってきた時、チャップリンの映画かな?と思った」。続いて本題に入り、それぞれの小中高時代を秘蔵写真等で振り返る。
「タモリ・たけし・さんまの小中高時代」
- タモリ：学級委員をクビになる（小学校）、片思いの人現る（中学校）、長崎までヒッチハイク（高校）
- たけし：「～だった」だらけの卒業文集の文体を、さんまが「ダッタマン」と呼んでからかった（小学校）、坊主にされる（中学校）、教頭先生を5円玉で引っ掛ける（高校）
- さんま：ムササビを捕まえる（小学校。以前からデタラメ説が唱えられていたが、証拠写真提出）、相撲部で準優勝（中学校。当該記事をスタッフが奈良まで調べに行ったがなかった）、失恋。リレー事件（高校）

締めは「（話の流れから）性格は変わるってことですね」という逸見の発言に対し、三人が「変わったわけじゃないと思うなぁ」「いや、性格はかわらんでしょ」と発言。

#### 1993年 『平成教育テレビ「タモリ・たけし・さんま ビッグ3恒例車庫入れ大会」』
- 表向きは、タモリ・たけし・さんまの3人に関するクイズを3人が解き、一番の得点の低い人が車庫入れをする形式ではあった。しかし、実際はタモリ・たけしが有利になるルールで、タモリが30点、たけしが60点で、さんまだけ得点が入らない理不尽なものであった。クイズ終了後に、逸見から「（さんまさんは）逆転不能でしょう」と言われた。
- クイズでは、さんまの曲「ウイスキー・コーク」（オリジナルは矢沢永吉）も頻繁にかかった。また前年のたけしの「ダッタマン」もクイズとなって登場していた。
- さんまの愛車レンジローバーのボンネットとバンパーが駐車場内で外され、雨ざらしになっていた。結局、篠原のオブジェ作品になった。何度か逸見が「車庫入れしましょう!」と発言したが、実際は行われなかった。
- なおこのコーナーが、BIG3と逸見が共演する最後の放送となった（逸見が同年12月に死去したため）。

#### 1994年『平成夏休みバラエティー「ビッグ3ホールインワンチャレンジ」』
- この年はBIG3枠の司会進行は、亡くなった逸見に代わり川端健嗣アナが正月特番同様に担当。またこのコーナーのオープニングで川端アナに「来年はどうやって(総合司会を)逃げようかと、今から真剣に考えているたけしさんです。」と紹介されたたけしだが、結局翌年も逃げられず司会をすることになる。
- ホールインワンチャレンジは、当時の河田町本社玄関前の駐車場に67.5ヤードの特設ショートホールコースを設けた。優勝商品には箪笥と着物、2位には軽トラック、3位には台車とまな板[注釈 3]を賭け、競った。平成夏休みバラエティ内の得点として50点を賭けた「BIG3クイズ」を実施するも、全員不正解で終わった。しかし、グリーン自体が、板のようなものに人工芝を貼り付けただけのため、ボールが大きくバウンドしてしまい、なかなかホールインワンには至らず苦戦。そのため、急遽マットが数枚設置され、最終的にはカップの穴を広げて対処した。その後、たけし・さんまがホールインワンに成功するも、タモリだけが取り残され、先にホールインワンに成功したたけしとさんまは、カップから外す度にタモリの顔に塗料を塗った。最終的にはタモリもホールインワンに成功した。
- 「ホールインワン対決」中、「今年はやらない」と聞かされていたさんまとは裏腹に、たけしがさんまの愛車レンジローバーをグリーン前に勝手に駐車。車外から出る際にも鍵も折られ、タモリやたけしがレンジローバーの車体に目掛けてボールが当てられ、車体が凹む目にあった。
- BIG3としては、このコーナーを放送した直後の1994年8月にたけしがバイク事故を起こしたため、翌年の1995年7月の『超夢列島』放送まで約1年間休止となった[注釈 4]。

### 視聴者参加クイズ
- 夜明けの全国一斉模擬試験・教科編（1992年、1993年）
- 夜明けの全国一斉模擬試験・地方編（1994年）

### プロ野球ニューススペシャル
- 中継場所ラインナップ
  - 1992年はイタリアのセストリエール（「ツール・ド・フランス」）から
  - 1993年はドイツのホッケンハイムリンク（F1）とフランスのパリ（「ツール・ド・フランス」）から
  - 1994年は北海道の十勝（自動車）とフランスのパリ（「ツール・ド・フランス」）から

## 各年度のダイジェスト

### 第6回（1992年）FNSの日 1億2,000万人の平成教育テレビ
1992年7月18日19:00 - 翌日19日19:58
- 放送時間は土曜夜7:00～日曜夜7:58。この年から1995年までの4回、日本テレビの『天才・たけしの元気が出るテレビ!!』との兼ね合いで番組の終了時間が19:58までとなった。
  - 山形テレビは翌年テレビ朝日系列にネットチェンジしたため、今回がFNSの日最後の放送となった。（1997年のさくらんぼテレビの開局まで山形では放送なし）。なお本番組放送時点ではネットチェンジは決まっておらず、したがってお別れの挨拶等もなかった。
  - 鹿児島テレビは1992年・1993年の2年間、『たけし・逸見の平成教育委員会』時差ネットでありながら、唯一このスペシャル番組を同時ネットしていた局である。
- 総合司会：北野武、逸見政孝
  - 裏番組などで逸見が出られない時間の進行はラサール石井。この時の活躍が契機となって、翌年以降の「○×王」の進行を任されるようになる。
- 各時間を「教科」とし、授業を行った。
- メインスタジオは学校の宿直室風のセット、通常の「平成教育委員会」用のセット、さらにFNS27局の女性アナウンサーが座る「全国一斉模擬試験」の回答席セットに分かれていた。
- オープニングは、宿直室のセットで逸見とたけしがトークをするところから始まり、続いて「平成教育委員会」で当時使用していた（番組開始から逸見が休養する1993年まで使用）オープニングCGをベースにした番組タイトルが流れた後に、レギュラー放送と同様の流れ（先に逸見が登場し、軽く話した後にたけしを呼びトーク、逸見の「起立!礼!よろしくお願いします」で始まる）で「平成教育委員会スペシャル」が始まる形だった。ただし、その後は通常の勉強小僧による生徒紹介ではなく逸見がスタジオで1組ずつ出席をとった。
  - その際、たけしが「萩本さんの『紅白をぶっ飛ばせ』のようだ」「日本テレビでは『愛は地球を救う』とかって「愛」をテーマにやるのに、うちは25時間質問し続けて苦しめようとしている裏腹な番組を作ってるけどどうしましょう」などとのっけから番組弄りから始めた。
- 土曜夜の『FNN NEWSCOMスペシャル』は逸見政孝と岡本夏生が司会を、アシスタントは近藤サトアナウンサーが担当。
- ウッチャンナンチャン・ダウンタウンによる深夜の保健体育（司会進行はなぎら健壱）。
- 『北野ファンクラブ』（SPの題名は「たけしの平成ファンクラブスペシャル」）、『カルトQ』など当時の深夜番組がスペシャルで生放送。
  - 『北野ファンクラブ』はゲストに玉置浩二が来るなど華やかなものになり、最後は「Let it be」の替え歌で非常に盛り上がったエンディングとなったが、替え歌の歌詞の内容がアトピー患者を馬鹿にしているとも捉えられかねない内容で視聴者から抗議がきたため、お詫びのテロップを流した[1]。この他トークゲストとして山田邦子、コントのゲストに大原麗子が出演した。
- 夜明けの一般公開模擬試験
全20問出題。1問出題するたびにCMが挿入され、それが解答時間となった（視聴者はその答えを必ず全問書いてFAXで送る）。全20問正解した応募者に奨学金100万円山分け。また全20問正解以外の応募者から抽選で100人に『平成教育委員会』の本をプレゼントした。
応募総数・1910通、うち全20問正解した人は2人。よって正解者には50万円ずつ進呈された。
- 社会見学（全国秘湯・グルメ列島リレー中継）
東海テレビの中継では、健康ランド内にある黄金風呂の紹介をしていた男性アナの陰茎が見えそうになり、たけしらから「危ない!」「あんたの純金が危ない!」と突っ込まれた。なお、スーパー銭湯内では『本番中は決して立たないで下さい　平成教育テレビ』との看板が設置されていた。
- 朝の大運動会

たけし軍団チームの井手らっきょがコース途中の板張りの所をウレタンと勘違いし、笑いをとろうと思い顔面から落ち鼻の骨を折る怪我をし途中退場するアクシデントがあった（井手は2日後の『北野ファンクラブ』の収録から復帰）。
- 『平成教育委員会』NG名場面集
- 『笑っていいとも!増刊号』スペシャル

司会の森田一義（タモリ）を始め、いいとも!レギュラー陣やゲストとして宮沢りえが出演した。
- 『あっぱれさんま大先生』スペシャル

宿直室のセットでうじきつよしが熟睡して、逸見をはじめ出演者陣が小声で進行し明石家さんまが登場。その後、天本英世がハリセンで2発そしてさんまもハリセン2発で起こし始まった。
- 日曜夕方の『FNNスーパータイムスペシャル』は逸見と岡本が司会を、スポーツ・天気予報は木幡美子アナウンサーが担当。オープニングでは逸見が担当していた当時の映像も流された。
- 全国一斉模擬試験

この年は各局ごとに様々なジャンルから（大学教授、医師・看護師、農業、フリーター、さらには主婦・おばあちゃんなど）20名を選出した。
この年の全国一斉公開模試の優勝局は関西テレビ。2位は富山テレビ、3位が山陰中央テレビ、最下位はテレビ熊本で、26局中25位のブービーだったのがフジテレビ。第1・第2ブロックは関西テレビの独走だったが、いったんは富山テレビにトップを譲り、最終的には再びトップとなった。
関西テレビ会場からの中継は梅田淳アナ。「たけしさん・逸見さんにむかってズームイン!」や「スタジオの関口宏さんどうぞ」などのシャレも手伝い、各局中継のなかで一際目立っていた。
福島テレビ会場からの中継は金井淳郎アナと浜中順子アナ。様々なジャンルから選出したため、金井が参加した男性に何の職業なのか尋ねると、「百姓です」と答え、スタジオ中が大爆笑に包まれた。その後、たけしが「職業を聞きましょう」と何度も弄った。なお、「百姓」は放送禁止用語だが、笑いに変えた事もあってか特にこれに関しての謝罪は無かった。
最優秀生徒は北海道大学の大学教授（北海道文化放送）。
当時解答モニターは解答用紙に局名、名前を明記しなければならなかった。翌年以降『平成教育委員会』と同様、モニターにライトペンで書くものに変わった。ただ、翌年（1993年）は局名をコンピューター表記になり、1994年には名前も同様になった。
- 提供クレジットを読み上げた新人アナウンサーは小島奈津子、福原直英、西山喜久恵の男性1人/女性2人の合計3人。
- 画面下の提供スーパーアニメは、勉強小僧と緑色の鉛筆が登場して、鉛筆がしなったり、勉強小僧がジャンプしたりする所で「提供」とスポンサー名の表示が1回転しながら切り替わるもの。
- 番組本編とは異なるが、この番組の前日に放送された『笑っていいとも!』のタモリ・さんまのトークコーナーに総合司会のたけしが参加している。BIG3の三人が『FNSの日』と正月の『世紀のゴルフマッチ』以外で集まった数少ない例である。
- 鹿内宏明が製作総指揮を務めたのはこの年が最後となった（2日後の産経新聞社の社内クーデターで同社会長を解任されフジテレビ会長も辞任したため）。ちなみに、『笑っていいとも!増刊号スペシャル』内のコーナーでは、「フジサンケイグループ議長杯争奪!出世リズムゲーム」と題したコーナーが放送されている。
- エンディングではクラッカーと紙テープと紙吹雪が舞う中でのエンディングとなった。この年から1994年までエンディング曲は服部克久の「卒業」に変わった。
- 瞬間最高視聴率はFNSの日史上最高となる38.3%を記録。この記録は2015年現在も破られていない。

#### 出演者
○は、当時フジテレビアナウンサー、△は平成教育委員会生徒（レギュラー）。
司会
- メイン
  - 北野武（ビートたけし）・逸見政孝
- サブ
  - ラサール石井△ - 『いつみても波瀾万丈』の時間帯に出演できない逸見の代理
  - 舛添要一 - 夕方時間帯での北野の代理

#### コーナー出演者
FNN NEWSCOM SPECIAL
- 逸見政孝・岡本夏生△ - メインキャスター
- 近藤サト○ - サブキャスター

平成教育プロ野球ニューススペシャル
- 中井美穂○・石川小百合・ビートたけし - キャスター

たけしの平成ファンクラブSPECIAL
- ビートたけし・高田文夫 - メインパーソナリティ
- 島田洋七・たけし軍団
- 大原麗子・玉置浩二・山田邦子 - ゲスト

保健体育
- ダウンタウン（松本人志・浜田雅功）・ウッチャンナンチャン（内村光良・南原清隆） - パーソナリティ
- なぎら健壱 - 進行

平成教育運動会 フィールドアスレチックレース
- 逸見政孝 - 実況
- ビートたけし - 解説
- そのまんま東・松尾伴内 - リポーター

カルトQ SPECIAL
- うじきつよし△、中村江里子○
- 牧原俊幸○ - 出題ナレーション
- 逸見政孝・岡本夏生△ - 平成教育委員会代表として参加

笑っていいとも!増刊号スペシャル
- 森田一義（タモリ）
- 笑福亭鶴瓶・関根勤・明石家さんま（エンディングのみ）・森脇健児・林家こぶ平△・ルー大柴・神田利則・清水ミチコ・森口博子 - いいとも!レギュラー陣
- 宮沢りえ - ゲスト
- 逸見政孝 - 「夜明けの一般公開模擬試験」のFAX受付締切を告知する為だけに途中で出演。
- 中井美穂○ - 進行

あっぱれさんま大先生　平成教育スペシャル
・明石家さんま
BIG3コーナー
- タモリ
- ビートたけし
- 明石家さんま
- 逸見政孝 - 進行

FNNスーパータイムSPECIAL
- 逸見政孝・岡本夏生△ - メインキャスター
- 木幡美子○ - スポーツ・天気予報担当

サザエさんスペシャル
- 山中ドラネコ（山中秀樹）・河野サザエ（河野景子） - 長谷川町子美術館中継リポーター、ともに○

### 第7回（1993年）FNS大サービスバラエティー1億2,450万人の平成教育テレビ
1993年7月24日21:00 - 翌日7月25日19:58
※マルチ画面には『FNSの日 1億2450万人の平成教育テレビ』と書かれていた。
- この年から1995年までの三回、土曜夜9:00 - 日曜夜7:58の23時間放送に。（いずれも土曜夜9:00まで野球中継があったため。）
- 総合司会：北野武、逸見政孝
  - 逸見はこの時点で公表前だったがスキルス胃がんに侵された中での出演であり、オープニングでは直接的な表現こそしなかったものの、病名を知らされていた数少ない人間の一人であるたけしが「逸見君も病気あがりだから…」と言及するシーンがあった。逸見はその5か月後の同年12月25日に逝去し、この年が最後の出演となった。
  - この回からインフォメーションアナが正式に導入（インフォメーション担当自体は第1回（1987年）から存在していた。導入しない回はこの回の進行アナが担当することがあれば、導入しても内容や進行（主にコーナー進行する準備があるアナもいる）によってはこの回の進行アナが加わることもある）。
- 接近した台風4号により、『ウッチャンナンチャンのやるならやらねば!』の打ち切り（同項を参照）に伴うつなぎ番組として放送予定だったナイター中継の中日×巨人戦（ナゴヤ球場）が中止。番組中も随時台風情報を入れていた。
  - ちなみにナイター中継を予定していた放送枠は『火曜ワイドスペシャル』などで放送された『いたずらウォッチング!!』（タレントではなく一般素人をだます企画）を放送。また、『平成教育委員会』の筆頭スポンサーであるツムラは『平成教育テレビ』の番組宣伝に差し替え。
  - オープニング直後、各地で行われるプロ野球の様子を中継する予定であったが、前述した台風4号の影響で中日×巨人戦（ナゴヤ球場）の他、ヤクルト×阪神戦（明治神宮野球場）、横浜×広島戦（横浜スタジアム）が雨天中止。試合が行われた近鉄×西武戦（藤井寺球場）、オリックス×日本ハム戦（グリーンスタジアム神戸）、ダイエー×ロッテ戦（北九州市民球場）も揃って9時前に試合が終了してしまうという散々な中継となってしまった。
  - 神宮は辺り一面真っ暗闇の中、福井謙二アナが学生服姿でリポートをし、笑いを誘った。たけしからは「どっかの苦学生みたいでしたね」と言われたこともあり、その後河田町本社のスタジオに戻り最初のインフォメーションコーナーの際には「喋る苦学生の福井謙二です」と自虐しつつ自己紹介した。
  - ナゴヤは東海テレビの宗宮修一アナと森口博子が担当。
  - 藤井寺は関西テレビの塩田利幸アナが何を言っているかわからない状況の騒がしさであり本来は試合の様子を収めたVTRに行くはずが、あまりの騒々しさにスタジオへ戻りそれと同時に中継回線が止まるトラブルになった。たけしが「少しは人の話を聞け」と突っ込んでいた。「五月蠅いか静かかのどっちか。もうちょっとファジーな状態のないのか。なんか良いなってのが。」とたけしが言ったのにもかかわらず、逸見が神戸に中継をふった際、応対した関西テレビの岡林豊明アナが「静かなグリーンスタジアム神戸です」と閑静な中で試合が終了したことを告げ、たけし・逸見の2人が大コケした。この流れに乗って、北九州のテレビ西日本・川崎聡アナは、ダイエーが8連敗したことも相まって「北九州市民球場も静かであります」と言った。
  - 他球場ではアナウンサーがレポートを行う中、横浜は大坪千夏アナ・千秋（ウゴウゴルーガのせんにちまえちなつ・ちあき）コンビが、いきなり漫才を始め、スタジオに画面が戻るとたけしは「誰がひとネタやれつったんだ!この野郎!」と突っ込んだ。その後「山縣さんもう一度画をくだはい (ち)」と書かれた紙を掲げて歌い始め、たけしは「この姉ちゃん（大坪アナのこと）、クビにしたほうがいいんじゃねぇか」、逸見は「しらっとやってますねぇーしかし」と言った。
- 「全国一斉模擬試験」の結果は、優勝・秋田テレビ/準優勝・福島テレビ/第3位・長野放送。優勝した秋田テレビには、ゲージツ家の篠原勝之（クマさん）が製作した「鉄のモニュメント・≪楽天速度≫」が贈られた。
  - オープニングで、当時の河田町本社南口（タワービル前）にいる篠原に中継を降った際に、作品が大きい場合にどう運べばいいか、たけし・逸見とトークしている時に、篠原が「めんこいテレビだとかあのセコいテレビ局[注釈 6]」と失言してしまい、たけしからは「クマ!誰がそんなこと言えつったんだ!」と突っ込み、その後逸見がフォローした。その後、めんこいテレビからの中継冒頭で、横山義則アナが「セコいめんこいテレビのアナウンサーの横山です。クマさん、ありがとうございました。」と答えた。
- 『平成教育委員会スペシャル』終了時の挨拶で逸見が「起立!」と「礼!」を続けて言ってしまい爆笑を誘い、どんとに突っ込まれた。
- 深夜は『北野ファンクラブ』をベースとした「平成ファンクラブスペシャル 深夜のカラオケステージ」。所ジョージをゲストに迎えてのカラオケ大会となった。逸見がカラオケ(千昌夫・君がすべてさ)を歌ったが、出だしをはずしたときに逸見にマイクを渡したガダルカナル・タカにたけし・高田文夫両名から「だから（逸見さんに）歌わせるなって言ったろ!」と突っ込みを受けた。更に2番も入ろうとしたが逸見自身から「やめよう、やめよう!時間がもったない!1番で充分だよ」とどちらかと言えば怒る声に近い声で自ら強制終了させたが、たけしは喜びながら何故か布団に入っていた。それを見ていた逸見はたけしに指を指しながら笑みを浮かべて大笑いしていた。そして番組を見ていた尾崎亜美や泉ピン子が急遽スタジオゲストとして出演した。
- 『夜明けの一般公開模擬試験』開始時に逸見が映っている事を知らずにスタッフに「入っていますよ!」と突っ込まれてスタジオ中が拍手と笑いに包まれた。この回では全問正解者は5人おり[注釈 7]、1人ずつに20万円が進呈された。ちなみに全問正解者の中には『アメリカ横断ウルトラクイズ』の優勝者の名前も含まれていた。
- 『全国一斉模擬試験第2ブロック 本コース』時には、最下位を走っていためんこいテレビの横山アナが「しかし、みなさん!このままじゃ終われません!」と言ったことに対して、逸見からは「このまま終わりそうな気がします」とはね返した。逆にトップとなった秋田テレビに中継をつないだ際に、地元のマジシャン・ブラボー中谷が股間から鳩を取り出す手品を披露し、逸見が「なんかあの25位も1位もあまり変わらないですね」とあきれられていた。
  - その後、東海テレビ→山陰中央テレビ→テレビ愛媛→テレビ西日本→長野放送→テレビ静岡から中継でつないでいったが、大半の会場がホテルあるいは旅館からであったため、ホテルと分かるとスタジオから大きな笑い声が起こった。
  - テレビ静岡では、清水FCエスパルスのサポーターが会場に集まり、その中には顔一面にイメージカラーの山吹色を顔に塗ったサポーターがおり、気になった逸見・たけしがそのサポーターにカメラを振らせようとするも、間違えて応援団長にズームアップされてしまい、そのまま中継終わってしまった。
- 夕方は辰巳琢郎・奥山佳恵・安藤優子司会の『FNNスーパータイムスペシャル』。
- この年（1993年）と翌年（1994年）の2年間に渡って「平成GIダービー」が開催された。実況には関西テレビアナウンサー(当時)の杉本清、解説に山田雅人、リポーターに松尾伴内を迎えて群馬県の高崎競馬場で1400mの距離で開催された。優勝はゲンポイント、2着はミホノゴリボシだった。杉本が中継中、全員が3コーナーに行ったかと思ったら、まだ2コーナーの手前に到達できず、結局実況生活で初めてCMを入れることになった。また、CM中にチャック・ウィルソンが足をけいれんしてリタイアした。
- 『あっぱれさんま大先生SP』でさんまは帽子を反対向きにスポーツの球技をデザインしたTシャツを着たため、終盤に「ここから御覧の皆さん、うじきつよしじゃないですよ」と話した。
- この年は、事前に視聴者が葉書で局対抗戦の優勝局及び準優勝局を連勝単式で予想する、「優勝キョクカルチョ」を実施（予想的中者で100万円の賞金を山分け・もし的中者が101通以上あった場合は抽選で100名に1万円）。応募総数は7万2250通。一番人気がフジテレビ・関西テレビの組み合わせで1301通、二番人気が関西テレビ・フジテレビ、三番人気がフジテレビ・東海テレビ、大穴はテレビ長崎・テレビ愛媛と沖縄テレビ・テレビ熊本の46通で、結果、上記の通り、秋田テレビ・福島テレビの組み合わせで72通だった。一方の福島テレビ・秋田テレビの組み合わせで73通あった。
- 「全国一斉模擬試験」個人戦は、全国500人が優勝賞品である『フランス・パリ 留学の旅』を目指して、4回に分けて出題された問題に挑んだ。個人優勝は山陰中央テレビの高校教師だった。
- 提供クレジットを読み上げた新人アナウンサーは奥寺健、関戸めぐみ[注釈 8]、濱田典子、平松あゆみの男性1人/女性3人の合計4人。
- この年の提供CGは、勉強小僧が登場して、ジャンプする度に社名が切り替わった。
- この年から製作総指揮は日枝久に交代した（第14回まで）。

#### 出演者
○は、当時フジテレビアナウンサー、△は平成教育委員会生徒（レギュラー）。
司会
- メイン
  - 北野武（ビートたけし）・逸見政孝
- サブ
  - ラサール石井△(卒業生) - ○×王、あるいは裏番組出演により出演できない北野・逸見の代理担当

インフォメーション
- 福井謙二○
- 八木亜希子○

プロ野球ニュース
- 中井美穂○・ビートたけし - キャスター
- 野村克也 - 当時ヤクルトスワローズ監督
- 江尻篤彦 - 当時ジェフユナイテッド市原選手

平成ファンクラブスペシャル 深夜のカラオケオンステージ
- ビートたけし・高田文夫 - メインパーソナリティ
- ガダルカナル・タカ - 進行（たけし軍団）
- 所ジョージ（審査員）
- 逸見政孝
- オスマン・サンコン
- 松村邦洋
- 島田洋七
- 小林完吾
- 大平サブロー
- 山口美江
- 尾崎亜美
- 林家ペー
- 泉ピン子
- たけし軍団
  - つまみ枝豆 ほか
- FNS系列局女子アナ陣 ほか

ダウンタウンSPECIAL Miss.エロティカの身体検査
- ダウンタウン（松本人志・浜田雅功） - 司会進行
- 今田耕司
- 130R
- ダチョウ倶楽部

平成GIダービー
- 杉本清 - 当時関西テレビアナウンサー（実況）
- 山田雅人（解説）

笑っていいとも!増刊号スペシャル
- 森田一義
- 関根勤
- 内村光良
- ヒロミ
- 森脇健児
- トミーズ
- 志茂田景樹
- 久本雅美
- 篠原涼子
- 島田珠代
- 工藤兄弟

BIG3コーナー
- タモリ
- ビートたけし
- 明石家さんま
- 逸見政孝（進行）
- 篠原勝之

FNNスーパータイムSPECIAL
- 安藤優子・辰巳琢郎△・奥山佳恵△ - メインキャスター

### 第8回（1994年）FNS総力スペシャル1億2500万人の平成夏休みバラエティー
1994年7月23日21:00 - 翌日24日19:58
※マルチ画面には『FNSの日 1億2500万人の平成夏休みバラエティー』と書かれていた。
- 総合司会はたけしの単独体制だが、親交が深く、他局でも共演が多いさんまや所ジョージや楠田枝里子、ヒロミ、そして逸見に変わって『平成教育委員会』に加わった中井美穂（当時フジテレビアナウンサー）が交代でたけしとともにMC席に入るスタイルで放送された（1993年夏の企画を立て始めから冬あたりまでは、逸見のガン克服・復帰を想定して、この年もたけしと逸見を司会に「平成教育テレビ」を行う予定だったものの、それも叶わず、12月に逸見が死去したことで企画が軌道修正され、たけしをメインに、さんま・所・楠田というたけしと親交の深い3人がサブとして参加したという経緯がある）。この年からメイン司会が、たけし・逸見体制からたけし・さんま体制へ変わる（1996年まで）。
- この年は前年までの「全国一斉模擬試験」に変わる「各局対抗クイズ」を実施。FNS25局の女子アナと各都道府県出身のタレントがチームでクイズに挑戦し、「女子アナコース」「タレントコース」とご当地出身タレント・女子アナがタッグを組む「混合コース」の3パートに分け、『平成教育委員会』からの問題、FNS系列局からの問題など数十問、それに「平成G1ダービー」の予想、さらに「BIG3クイズ」「全国○×王決定戦」を加えて行い、総合得点で争う形式だった。
- この年は勉強小僧に加えて勉強小娘とも言うべき女の子のCGキャラクターが登場し、両者共に着物を着ており、シンキングタイム中はBGMに合わせて踊っていた。音声は本放送のために再録され、『平成教育委員会』からの問題では前者、FNS系列局からの問題では後者が番組進行をフォローしていた。
- オープニングは静岡県熱川温泉の熱川海上花火大会からの中継で、番組ロゴの仕掛け花火や打ち上げ花火などの大掛かりな演出から始まり、たけしが「『第452回 1500人の平成夏休みバラエティー』、サリン北野です。」というボケの第一声から始まった。さんまが「僕、この番組3時間出番頼まれてたんですよ。で、昨日台本見たら13時間!だったんですよ」と発言。オープニングのテーマBGMはクライズラー&カンパニーのアルバム「SHOWCASE」に収録された楽曲「トリンク・トリンク」。
- 河田町・フジテレビ駐車場で23時間かけてジミー大西が巨大アートに挑戦。
- 各局対抗クイズの長崎の問題の答えでグリーンスタジアム神戸に居た桂三枝（現・六代目桂文枝）が「その答えに異議有り!」を申した。ただし、たけしはそれをボケる形で退けて長崎の正解を認めた（ちなみにこの問題は長崎が唯一正解となった）。
- 深夜企画「夜のチョットスタジオ」は往年の同局の看板音楽番組「夜のヒットスタジオ」のパロディ。芳村真理（芳村ムリー）役には細川ふみえ、井上順（井上不順）役にはヒロミ、指揮者のダン池田役にはガダルカナル・タカがそれぞれ扮装。ゲストには酒井法子・近藤房之助・高中正義の3名。たけしは『北野ファンクラブ』でのキャラクター「亀有ブラザーズ」ボーカルとして、下ネタメインの替え歌を数曲披露した。なお、この時間帯に、臨時ニュース「女性宇宙飛行士・向井千秋が地球に帰還する」が挿入され、このコーナーと後続のコーナーがそれぞれ時間短縮。
- 「オールナイトフジリターンズ」スタッフによる「オールナイトFNSスペシャル」枠内のゲームに負けたため、同枠最後に、今田耕司がフジテレビ社屋前の駐車場で複数回逆バンジーされる。
- 「夜明けの一県一番レポート」では新潟から「ちとちんとん」が紹介された。この中継映像を観ていたたけしが「やりてぇな」と呟き、これが2008年の中継企画「日本全国名人大発見」への布石となる。
- 前年（1993年）に続いて平成GIダービーを開催。この年は「第2回平成GIダービー・北野大障害」と銘打って、様々な障害を越えて進む1000mのレースを実施。なお、前回の上位3頭にはハンデキャップが与えられた。出走取消は2名。そのうちデブノホマレは当時入院中であり、たけし曰く「尿酸値は歴代で2位（1位はお相撲さんで既に死去している）。血糖値は常人の10倍」との事。もう1人は唯一の牝馬として出走予定だったミキコビューティーで出走取消の理由は「『膝のお皿にひびが入っている』との病院からの診察結果が出て障害を越える時にその膝に着地負担等がかかる」との事柄が出た為であり大事を取っての出走取消となった。レースは第3障害の水濠障害（高さ・1.2m、幅・3m、深さ・30cm）手前で先頭にたったダイカツノブリンが最終障害の坂（高さ・2m10cm、角度30度）も楽々と越え、スタジオにいた各局女子アナの面々の驚嘆の声を浴びつつ、そのまま逃げ切って1着でゴール。奇しくもこの年の2着も、前年同様ミホノゴリボシ。ゴール前はダイカツノブリンとミホノゴリボシの一騎討ちとなりゴール板までもつれ込む大接戦となったがたけしの判断でダイカツに軍配が上がった。
- ○×王は第2回全国○×王座決定戦として開催。試合は3人の決勝戦となったが最後はサガテレビが一気に優勝を決めて○×王を獲得した。
- 夕方は露木茂（『FNNスーパータイム』）・安藤優子（『ニュースJAPAN』）・大塚範一（『めざましテレビ』）司会の「オールキャスターニュース」。宮崎の宮崎港からは台風の最新情報・高知の早明浦ダムからは最新渇水情報を其々、放送した。
- 視聴者参加クイズはFNS各局がVTRで出題するものであったが、昨年までの「夜明けの全国一斉模擬試験」などと違い予習が難しかったことから、全問正解者は出なかった（20問正解が最高成績）。
- この年の『全国一斉模擬試験』は、各局のアナが地元出身のタレントとタッグを組んで挑むルール。優勝したのは、前年に引き続いて秋田テレビで、これにより史上初の連覇が達成された。優勝賞品であるジミー大西の巨大壁画アート「夏休み」を獲得。前年賞品の篠原勝之作モニュメントは1年間展示された別の所で展示となった。また、小倉智昭&宮越暁子アナにも「ハワイ旅行」がペアで贈呈された。小倉は「秋田が生んだ桜田淳子さんが祈ってくれたおかげですよ」とブラックジョークをかまし、たけしに「やめましょう、振らなきゃ良かった」と呆れられた。ちなみに2位は石川テレビ、3位はテレビ宮崎。最下位は沖縄テレビ（渡嘉敷勝男&仲地恵アナペア）。
  - そのとき、たけしは「沖縄は(この年から)4年連続最下位になるな。とかちゃんが居るから」と話したが、翌年（1995年）は異なっていた。
- 第1問である「十勝レース予想クイズ」の山陰中央テレビのモニターがトラブルで書けなくなりその問題自体もコンピューターのトラブルによって放送時間内で結果を出せず、この問題がなかった事として扱われた（結果は2位と番組終了後に発表された）。また、この問題予想タイムで山陰のモニターが書けなくなり後に口頭で解答する形で解決。現地の塩原恒夫アナはノーヒント状態で東京のスタジオに渡す。そして現在3位と言うヒントが後に来てノーヒントでスタジオに振った塩原アナは「もう一寸、上の方に書いて欲しかった」と正直な気持ちを言った所にスタジオは半信半疑状態になった（その後は所ジョージの約30秒程度の独演会状態になっていた）。土曜の深夜には塩原アナが2位に上がった所をことわざの「果報は寝て待て」(意味…幸運の訪れは運による物であるから焦らないで自然に時期が来るのを待てとの意味)を組み合わせながら中継、1位に上がった所ではインフォメーション担当の笠井・小島両アナに万歳しながら中継していた。
- 大坪アナがロケ先から問題出題中にザーメンと発言したりするなど、ハプニングの多い放送だった。
- 提供クレジットを読み上げた新人アナウンサーは木佐彩子、佐野瑞樹、武田祐子、富永美樹の男性1人/女性3人の合計4人。
- この年の提供CG：画面下に水槽が表示され、たけし先生が試薬のようなものをたらすと、提供社名が切り替わっていく。
- この年の放送一週間後にたけしはバイク事故を起こして重傷を負い、リハビリなどの療養のために長期休養に入る。

#### 出演者
○は、当時フジテレビアナウンサー。
司会
- メイン
  - 北野武（ビートたけし） - 23日、24日は昼頃から一部を除いて通して

- サブ
  - 明石家さんま - 両日
  - 所ジョージ - 23日
  - ヒロミ - 24日

進行
- 中井美穂○ - 「各局対抗クイズ」では平成教育委員会からの問題で担当
- 楠田枝里子 - 「各局対抗クイズ」ではFNS各局からの問題で担当
- 長野智子・有賀さつき - 「夜明けの一県一番レポート」担当
- ラサール石井 - 「平成G1ダービー」、「○×王」担当

インフォメーション
- 笠井信輔○
- 小島奈津子○

ナイター中継 中日×巨人戦（ナゴヤ球場）
- 大塚範一（実況）
- 鈴木孝政（解説）
- 清水アキラ（ゲスト）

プロ野球リポート
- 小島奈津子○ - ヤクルト×阪神戦（神宮球場）
- 松井みどり○ - 横浜×広島戦（横浜スタジアム）
- 西山喜久恵○ - 西武×ロッテ戦（西武球場）
- 中島優子（関西テレビアナウンサー） - 近鉄×ダイエー戦（藤井寺球場）
- 桂三枝 - オリックス×日本ハム戦（グリーンスタジアム神戸）

BIG3コーナー
- タモリ
- ビートたけし
- 明石家さんま
- 川端健嗣○（進行）

その他
- 露木茂○ - オールキャスターニュース、新人アナ提供読み立会人担当
- 山中秀樹○ - 報道フロア担当
- 小堺一機 - 裏番組出演で出演できない北野武の代理
- 美川憲一
- 磯野貴理子

## 備考
- 山形県では、山形テレビが1993年4月1日付けで、テレビ朝日系列局に移行したため、同局においては、1992年度の「平成教育テレビ」が最後の「FNSの日」となった。
  - 1993年までフジテレビ系列局だった山形テレビでの「FNSの日[注釈 9]」の対応については、同年3月31日まで、山形放送がテレビ朝日系列同時ネットという関係だったために、山形テレビではNNS非加盟でありながら、日曜19・20時台は基本的に日本テレビ系列の番組を同時ネットすることになっていたが、『FNSの日』に関しては同時ネットで、本来、山形テレビが同時ネットすべきだった日本テレビ系の番組は別の日に振り替え放送していた。また、国政選挙（衆院選または参院選）が実施される日に放送される選挙特番を含む報道特別番組が放送される場合も同様である[注釈 10]。
  - 山形テレビのネットチェンジから4年後（1997年）に、さくらんぼテレビが開局し、山形県でも「FNSの日」が再開された。
- 鹿児島テレビは、日本テレビ系列の鹿児島読売テレビ開局まで、土・日曜日の19・20時台と土曜日の23時台前半は基本的に日本テレビの番組を同時ネットしていたが、『FNSの日』編成に限り、フジテレビ系同時ネットとなり、日本テレビ系列の番組は別の日時に放送された。鹿児島テレビは鹿児島読売テレビが開局した1994年4月1日に、フジテレビ系列フルネット局へと移行している。